# Schaduwstipspanner
De schaduwstipspanner (Idaea rusticata) is een nachtvlinder uit de familie Geometridae (spanners). De vlinder heeft een voorvleugellengte van 9 tot 11 millimeter. De soort overwintert als rups.

## Waardplanten
De rups van de schaduwstipspanner eet vooral divers afgevallen blad, maar heeft ook wel mos als waardplant.

## Voorkomen in Nederland en België
De schaduwstipspanner is in Nederland vrij algemeen en in België een schaarse soort, en vliegt niet in Noord-Nederland. De vliegtijd is van halverwege juni tot in oktober in twee generaties.